# Apophysius bakeri
Apophysius bakeri là một loài tò vò trong họ Ichneumonidae.